# الإسلام في المغرب العربي
اَلْإِسْلَامْ فِي اَلْمَغْرِبْ اَلْعَرَبِي هو الديانة السائدة في المغرب العربي حيث نجد %99,14 منهم يعتنق الديانة الإسلامية و%00,86 يعتنق الديانات الأخرى.

## الإسلام في دول المغرب العربي

### المغرب

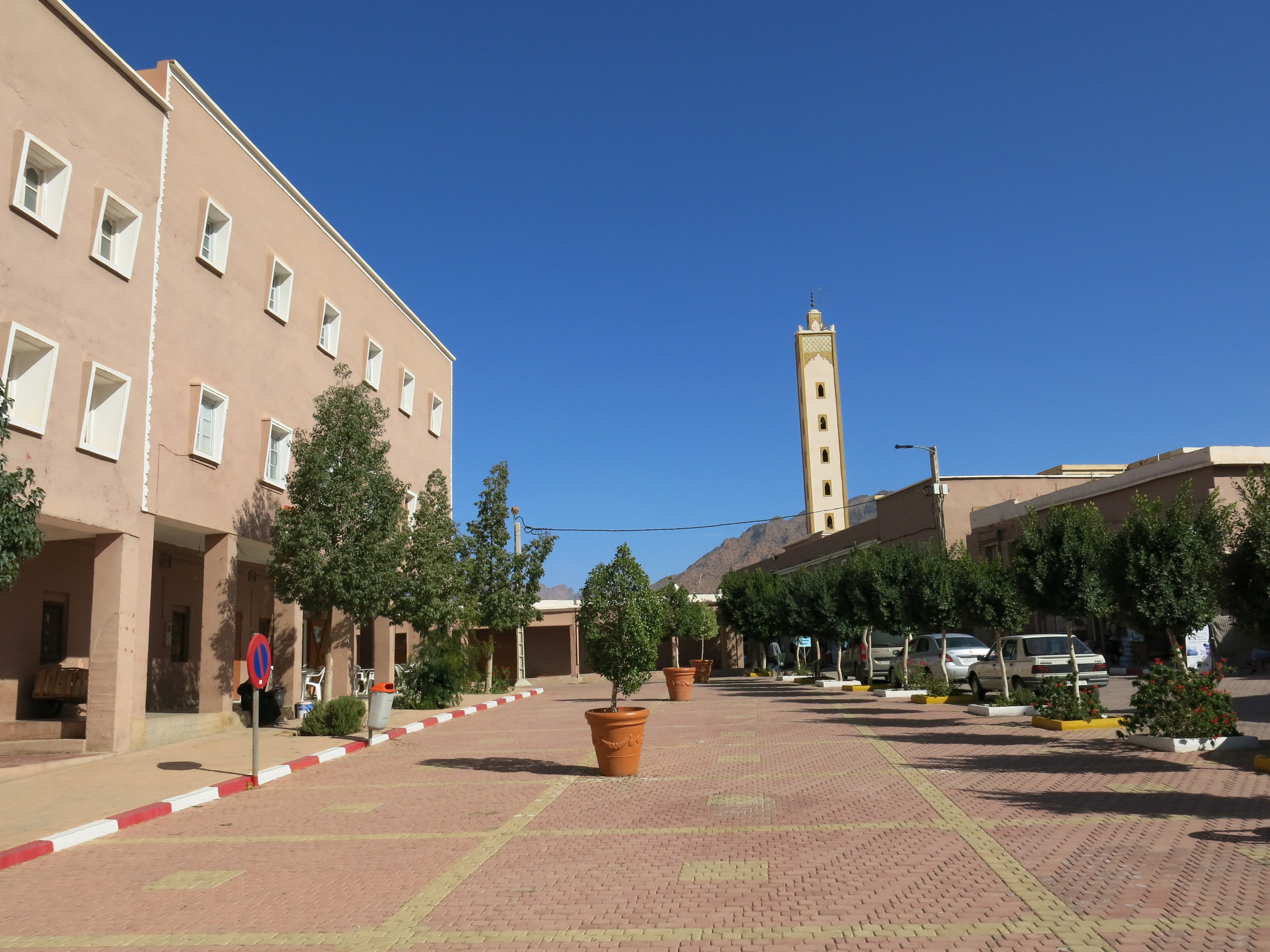
صومعة مسجد في تفراوت.

الإسلام هي الديانة السائدة في المملكة المغربية، حسب التقديرات ما يقارب 98،7% من سكان المغرب يدينون به.
تعد 670م هي سنة دخول الإسلام إلى المغرب وذلك على يد عقبة بن نافع إبان الفتوحات الإسلامية لشمال أفريقيا، وكان هذا الأخير يعمل قائدا عسكريا لدى الأمويين في دمشق.
خلافا لأقاليم وبلدان المشرق لم يكن فتح المغرب بالشيئ الهين، فقد استغرق الأمر أكثر من نصف قرن من (646م إلى 710م). بعد الانتهاء من فتح المغرب واعتناق جل المغاربة للإسلام  ظهرت بوادر انفصال هذا الإقليم عن الخلافة بالمشرق. وعقب عدة محاولات تحققت هذه الرغبة بظهور أول دولة إسلامية بالمغرب هي دولة الأدارسة سنة 788م، حيث كان مؤسس هذه الدولة هو حفيد الرسول الشريف إدريس بن عبد الله (مولاي إدريس)، الذي حل بالمغرب الأقصى فارا من موقعة فخ قرب مكة (786). استقر بمدينة وليلي حيث احتضنته قبيلة آوربة الأمازيغية ودعمته حتى انشأ دولته، منذ ذلك الحين والإسلام هو الدين الرسمي. وفي عهد الأدارسة اعتنق جل الأمازيغ الإسلام.
بعد الأدارسة عقبت العديد من السلالات الشريفة المسلمة التي سادت في كل أنحاء المغرب الأقصى وحرصت على نشر هذا الدين في غرب أفريقيا، وبالموازات قدم العديد من العرب المشارقة للاستقرار بالمغرب جالبين معهم ثقافتهم وتقاليدهم.
المغرب الأقصى هو السبب الرئيسي في نشر الإسلام بغرب ووسط أفريقيا. والمغاربة جاهدوا، حاربوا وقدموا خدمات جليلة للإسلام وقاموا بنشره في أوربا، حيث أن الأندلس كانت تابعة لدولة المغرب الأقصى لأكثر من 8 قرون حتى سقطت في يد الصليبيين ولا زال المغرب الأقصى يدفع ثمن دخوله لأوربا لحد الآن، وذلك باحتلال الصليبيين لمدينتي سبتة ومليلية والجزر التابعة لهما إنتقاما.

### الجزائر

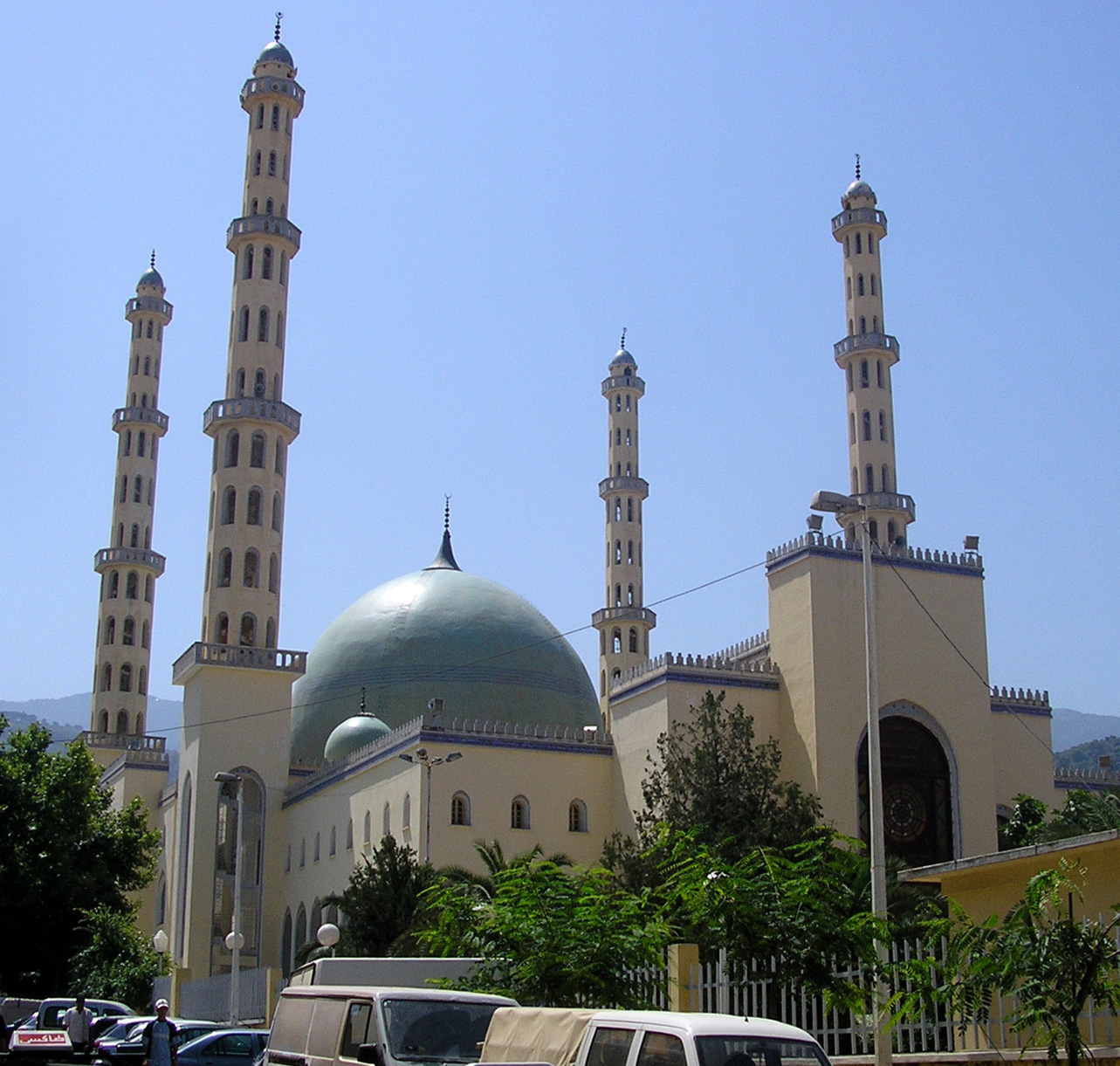
مسجد الكوثر في مدينة البليدة شمال الجزائر.

الإسلام دين غالبية الشعب الجزائري حيث يسيطر على طريقة الحياة في هذا المجتمع. الغالبية العظمى من السكان يتبعون المذهب السني. يحافظ الإسلام في المجتمع الجزائري على الهوية المركزية، الاجتماعية، والثقافية ويتمتع السكان بالأخلاق الإسلامية وبالتصرف في المواقف حسب الطريقة الإسلامية. أتباع المذهب الأرثوذكسي قليلون جدا في وسط المجتمع الجزائري المسلم. كذلك يوجد هناك صوفيون التي نشأت كرد فعل على وجهات نظر بعض علماء الدين.

### تونس

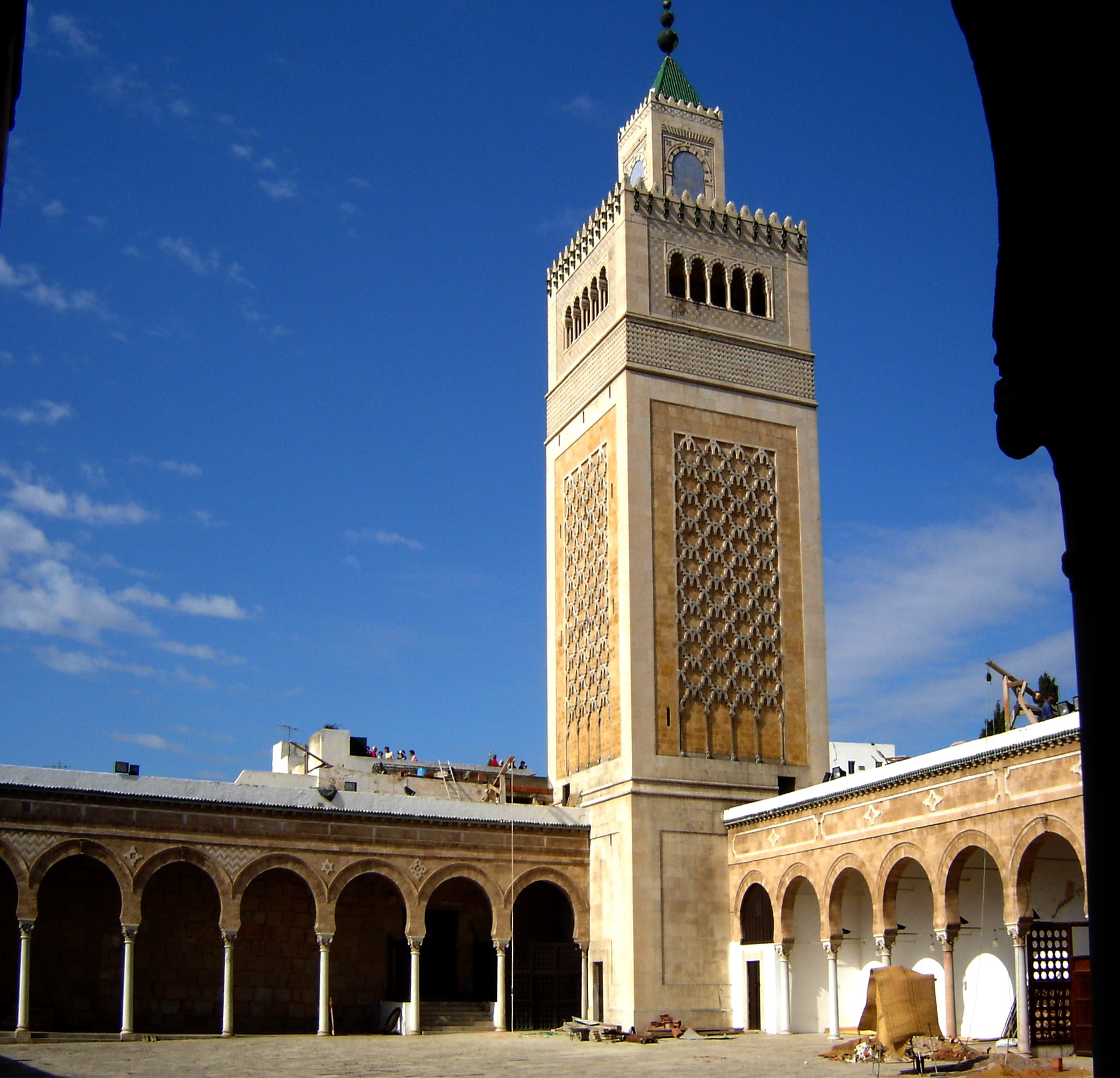
مسجد الزيتونة الكبير بتونس.

الإسلام هو دين الدولة الرسمي في تونس. حوالي 98 بالمئة من عدد سكان تونس هم مسلمون. معظمهم من السنة الذين ينتمون إلى المذهب المالكي, إلا أنه توجد أعداد قليلة من المسلمين الإباضيين موجودة بين الناطقين بالبربر.

### ليبيا

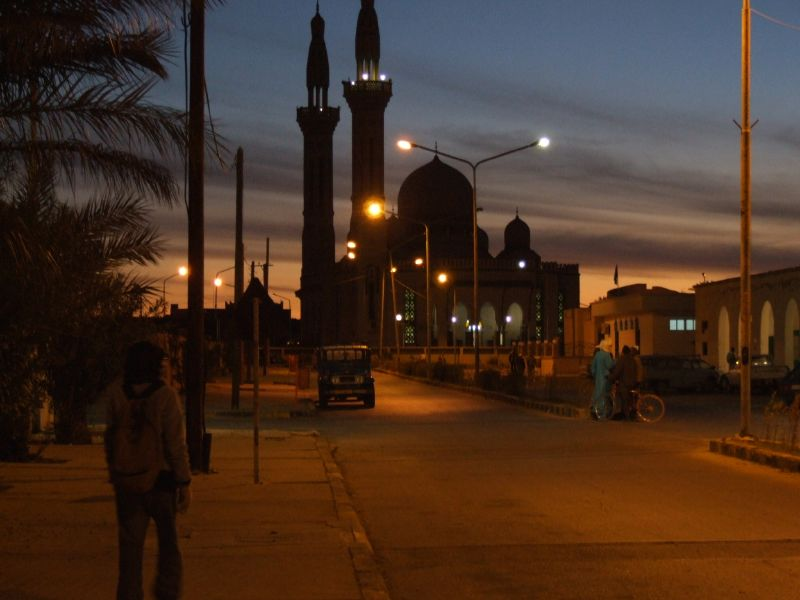
مسجد غاداميس في ليبيا.

معظم الليبيين يتبعون المذهب السني الذي يشكل حجر الزاوية لسياسة الحكومة. عقائده التأكيد على وحدة الدين والدولة بدلا من الفصل أو التمييز بين الاثنين على الرغم من أن المسلمين لم يعودوا يؤمنون تماما في الإسلام. منذ انقلاب 1969 سعى صراحة نظام العقيد معمر القذافي لتأكيد القيم الإسلامية، تعزيز التقدير للثقافة الإسلامية، رفع مركز القانون القرآني إلى درجة كبيرة والتأكيد على ممارسة تعاليم الشريعة الإسلامية في الحياة اليومية الليبية.

### موريتانيا

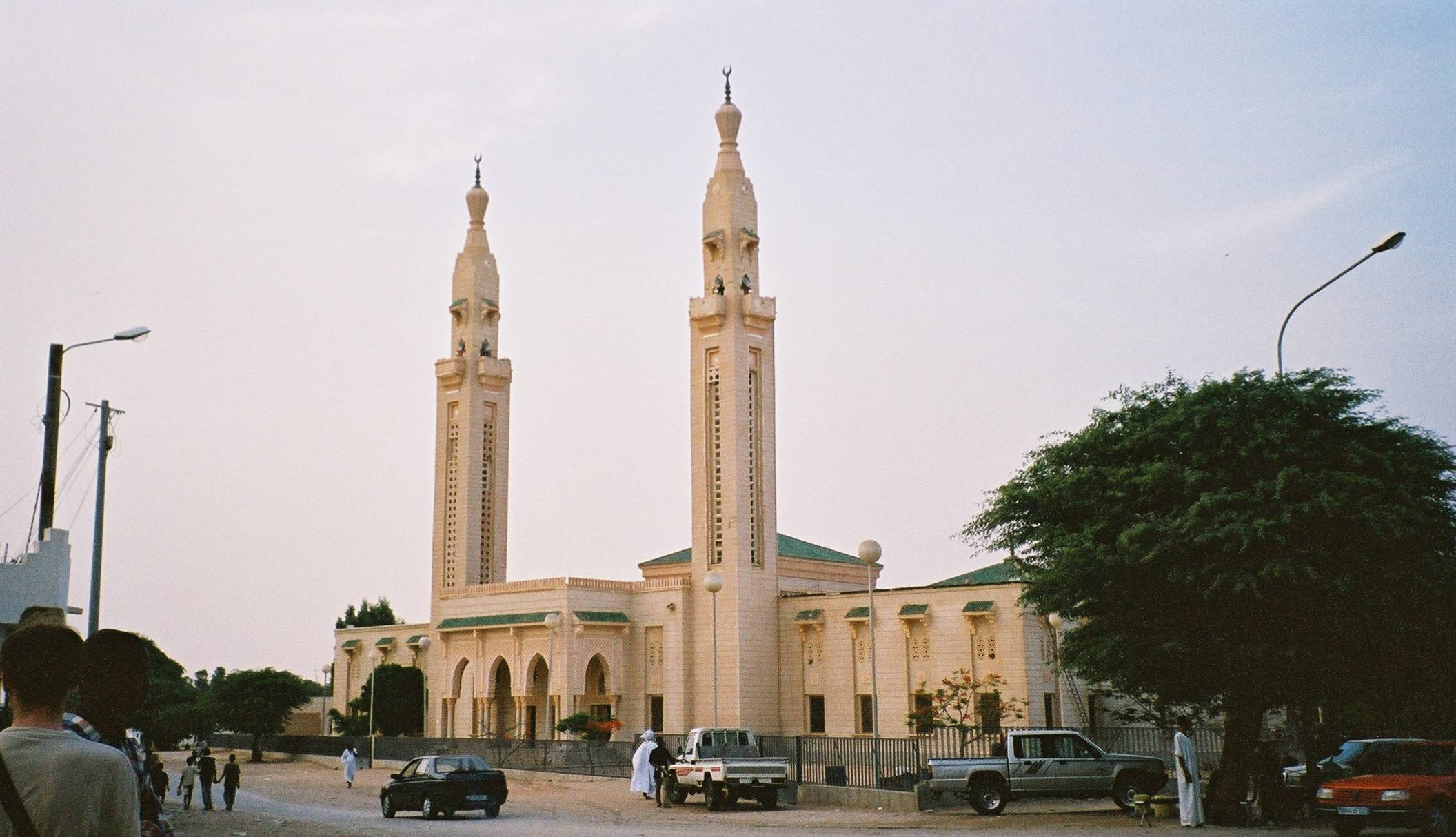
مسجد في موريتانيا.

تقريبا جميع الموريتانيين مسلمين من أهل السنة والجماعة وتعتنق المذهب المالكي. منذ الاستقلال في 1960 تم اعتماد النظام الجمهوري الإسلامي. الميثاق الدستوري لعام 1985 أقر أن الإسلام دين الدولة والشريعة الإسلامية هي مصدر القوانين في البلاد.

## اُنظر أيضاً
- الدين في المغرب العربي.
- المسيحية في المغرب العربي.
- اقتصاد المغرب العربي.
- المغرب العربي.